# Société italienne d'économie démographie et statistique
La Société italienne d'économie démographie et statistique (SIEDS) est une institution culturelle et scientifique, n'appartenant à aucun parti politique et apolitique.
Elle a pour but de contribuer à la progression des études économiques, démographiques et statistiques, ainsi que d'établir des formes actives de collaboration entre les connaisseurs de ces disciplines et ceux qui s'intéressent au domaine des sciences sociales et du comportement humain.